# Girart de Roussillon
Girart de Rousillion, také Gérard II. nebo Girard de Vienne (asi 810, Rousillon, Vienne – asi 879, Avignon) byl francouzský velmož, pařížský hrabě, hrabě z Vienne, vévoda z Lyonu a správce Dolního Burgundska (Provence).

## Život
Girart de Roussillon se narodil kole roku 810 v Roussilonu (část města Vienne) jako syn pařížského hraběte Lothara I., jehož titul zdědil roku 837. Po smrti franského krále Ludvíka I. roku 840 podporoval jeho syna Lothara I. v boji proti jeho bratrům Ludvíkovi Němci a Karlovi II. Holému. Po Lotharově porážce v bitvě u Fontenoy-en-Puisaye roku 841 přišel o titul pařížského hraběte a následoval Lothara do Aix-en-Provence, kde byl jmenován palatinem a kde se roku 843 oženil se sestrou Lotharovy manželky Bertou z Toursu. Roku 844 přijal titul vévody z Lyonu, se kterým byla spojena ochrana země proti saracénům. Roku 855 se stal správcem Dolního Burgundska (Provence) a v této funkci pokračoval i za vlády krále Lothara II. Roku 859 založil ve Vézelay klášter (pro jehož nezávislost získal ochranu papeže Mikuláše I.) a roku 863 opatství v Pothières.
Po smrti Lothara II. roku 869 si Ludvík Němec a Karel II. Holý jeho království rozdělili. Girart s tím nesouhlasil a vzbouřil se. Ztratil své tituly i majetek a prchl do Vienne. Zde byl několik měsíců Karlem obléhán a nakonec musel kapitulovat. Karel připojil Vienne i Lyon ke svému království a Girart odešel se svou ženou do Avignonu, kde oba dožili. Berta zemřela roku 873 a on kolem roku 879.

## Girart jako hrdina chansons de geste
Postava Girarta de Rousillon se stala předlohou pro postavu rytíře, vystupujícího v několika chansons de geste. V eposu Aspremont z Karolínského (královského) cyklu je nazýván Girart de Fraite, a přestože je ve sporu s Karlem Velikým, ochrana křesťanství dočasně zvítězí nad tímto nepřátelstvím.
Popis tohoto nepřátelství je obsahem Písně o Girartovi de Roussilon z Cyklu Doona Mohučského. Zde je Girart synem bratra Doona Mohučského Drogona a jako takový je bratrancem Ajmonda z Dordone a tedy příbuzný Renauda de Montauban a jeho tří bratrů. Mezi jeho další příbuzné patří například kouzelník Maugis d'Aigremont, rytíř Ogier Dánský nebo Huon de Bordeaux. Historické údaje jsou však v písni natolik deformované, že v roli krále vystupuje dokonce Karel Martel,
Dalším eposem, založeným na postavě Giratra de Rousillon je Girart de Vienne od žakéře z Champagne Bertranda de Bar-sur-Aube. Epos popisuje konflikt hraběte Girarta s Karlem Velikým a je řazen do Cyklu Viléma Oranžského. V tomto eposu je Girart jedním ze čtyř synů Garina z Monglane a tedy strýcem Aymeriho de Narbonne (otce Viléma Oranžského) a také strýcem Oliviera a Rolanda.
Girart též vystupuje v Písni o Rolandovi, kde je jedním z dvanácti paladinů Karla Velikého a padne v bitvě v pyrenejském průsmyku Roncevaux.